# Valjunquera (kommunhuvudort)
Valjunquera är en kommunhuvudort i Spanien.   Den ligger i provinsen Provincia de Teruel och regionen Aragonien, i den östra delen av landet, 300 km öster om huvudstaden Madrid. Valjunquera ligger 553 meter över havet och antalet invånare är 414.
Terrängen runt Valjunquera är platt åt nordost, men åt sydväst är den kuperad. Runt Valjunquera är det glesbefolkat, med 10 invånare per kvadratkilometer. Närmaste större samhälle är Alcañiz, 17,2 km nordväst om Valjunquera. Omgivningarna runt Valjunquera är i huvudsak ett öppet busklandskap.